# Стретовка
Стре́товка (укр. Стрітівка) — село, входит в Кагарлыкский район Киевской области Украины.
Население по переписи 2022 года составляло 563 человека. Почтовый индекс — 09212. Телефонный код — 4573. Занимает площадь 4,608 км². Код КОАТУУ — 3222287801.

## География
Село Стретовка находится в 27 км от районного центра. Через село протекает река Руда. Возле села берут начало реки Сквира и Ивковитица.

## История
Село, известное с начала XVIII века, как хутор в пяти верстах от городка Стайки (ныне — село Стайки), в котором были хозяйские здания братского монастыря и небольшая церковь, в которой отправляли молебен монахи.
Село описано в 1864 году в «Сказании о населенных местностях Киевской губернии»: Стретовка — село в 5-ти верстах на юг от г. Стаек при вершине ручья Карчи, впадающего в Леглич. Жителей обоего пола: христиан 1786, евреев 5.
По этим же рассказам село получило такое название, когда во время восстания гайдамаков против поляков, монах, который был в церкви торжественно, с хоругвами встретил (стретил) отряд гайдамаков, отчего церковь получила щедрые дары от повстанцев, а село с тех пор называется Стретовка.
Возле села сохранились остатки поселения Трипольской культуры, исследованы курганы эпохи бронзы и скифского времени. Здесь же обнаружены остатки раннеславянского поселения Трипольской культуры и три древних городища.
В конце ноября 1919 г. в Стретовке умер атаман Зелёный, раненый в бою с деникинцами.

## Школа кобзарского искусства
Стретовская высшая педагогическая школа кобзарского искусства была основана в 1989 году. Это единственная на Украине и мире школа кобзарского искусства. Инициаторами основания школы были Заслуженный артист Украины, кобзарь Василий Литвин, писатели Борис Олейник и Олесь Бердник. Цель школы — возрождение кобзарской традиции.
В ней по специальности «Музыкальная педагогика и воспитание» учатся талантливые юноши со всех регионов Украины. Уникальной особенностью школы является то, что в ней учатся только мальчики, как это было в украинской традиции игры на гуслях и бандуре. Обучение в школе длится 4 года, выпускники получают квалификацию певцов-бандуристов, кобзарей и преподавателей музыки и кобзарского искусства. Директор школы Иванова Галина Михайловна, среди преподавателей кобзари Василий Литвин и Владимир Кушпет. Кроме искусства пения, актерского мастерства, игры на кобзе и бандуре в школе обучаются игре на лире, свирели, волынке.
Большинство воспитанников школы являются солистами в ведущих художественных коллективах Киева.

### Фестиваль кобзарского искусства «Казацькая лира»
4 июля 2009 года в селе Стретовка состоялся фестиваль кобзарского искусства «Казацькая лира». Уникальность мероприятия была в том, что впервые в истории Украины на фестиваль съехались 176 кобзарей со всей Украины, сделав его самым массовым мероприятием в истории кобзарского искусства. А одновременное выполнение ими песни «Ревет и стонет Днепр широкий» было запечатлено в Книге рекордов Украины.
Гости фестиваля имели возможность не только насладиться искусным исполнением на кобзах, но и принять участие в народных гуляниях, ярмарках-мастерских, катании на лошадях, купальских кострах, попробовать национальные блюда и напитки.
Воспитанники и преподаватели Стретовской школы стали активными участниками праздника кобзарского искусства и продемонстрировали своё мастерство во время большой концертной программы.

## Местный совет
09212, Киевская обл., Кагарлыкский р-н, с. Стретовка, ул. Шевченко, 21; тел. 7-12-16.